# Clubiona leucaspis
Clubiona leucaspis är en spindelart som beskrevs av Simon 1932. Clubiona leucaspis ingår i släktet Clubiona och familjen säckspindlar. Inga underarter finns listade i Catalogue of Life.